# 블러드 (드라마)
《블러드》는 2015년 2월 16일부터 2015년 4월 21일까지 KBS 2TV에서 방송된 월화드라마이다. 2013년에 방영되었던 휴먼 메디컬 드라마인 '굿 닥터'의 기민수 연출과 박재범 작가 등 스탭이 의기투합해 선보인다. 국내 최고 암병원을 중심으로 불치병 환자들을 치료하고 생명의 존귀함과 정의를 위해 고군분투하는 성장판이 멈춰 20대 중반의 외모를 가진 30대 뱀파이어 외과의사의 성장 스토리 활약상과 멜로를 담은 판타지 메디컬 드라마이다.

## 줄거리
뱀파이어 의사의 활약상과 멜로를 담은 판타지 메디컬 드라마.

## 등장인물

### 주요 인물
- 구혜선 : 유리타 (유채은) 역 - 태민그룹 유석주 회장의 조카. 태민암병원 간담췌1외과 전문의
- 안재현 : 박지상 역 - 뱀파이어(VBT-01 바이러스 감염자) 외과의사. 태민암병원 간담췌1외과 과장
- 지진희 : 이재욱 역 - 뱀파이어. 태민암병원 원장

### 유리타 주변 인물
- 김갑수 : 유석주 역 - 태민그룹 회장
- 진경 : 최경인 역 - 태민암병원 부원장
- 손숙 : 안실비아 역 - 수녀. 담관암으로 태민암병원에 입원

### 이재욱 주변 인물
- 박영린 : 서혜리 역 - 뱀파이어가 되고 싶은 제약연구원으로 태민제약 본부장
- 권현상 : 남철훈 역 - 과거 프로권투선수 출신의 강력한 힘을 가진 잔인한 뱀파이어.
- 이지훈 : J 역 - 재욱을 신으로 여기며 절대복종하는 잔인한 뱀파이어
- 지찬 : 도성 역 - 다혈질 행동파 뱀파이어
- 손수현 : 민가연 역 - 태민암병원 간담췌외과 레지던트(국내파) 1년차
- 강성민 : 주인호 역 - 뱀파이어. 서혜리의 후임자로 신약개발 연구병동 본부장

### 병원 사람들
- 김유석 : 정지태 역 - 태민암병원 혈종파트 과장
- 조재윤 : 우일남 역 - 태민암병원 간담췌2외과 과장
- 정혜성 : 최수은 역 - 리타와 가장 친한 친구인 태민암병원 혈종파트 팰로우
- 정석용 : 이호용 역 - 태민암병원 간담췌2외과 전문의
- 공정환 : 제라드 김 역 - 영국 교포로 리타를 짝사랑하는 태민암병원 간담췌2외과 전문의
- 박준면 : 이영주 역 - 태민암병원 간담췌 수간호사

### 그 외 인물들
- 정해인 : 주현우 역 - 팔방미인 초 천재인 재야감염학자
- 강찬 : 이성균 역
- 전범수 : 김병수 역 - 간담췌외과 레지던트 3년차
- 강대현 : 손영기 역
- 안지환 : 러비(인공지능 로봇) 목소리 역
- 김혜원 : 이혜연 역 - 간호사
- 정희태 : 최우식 역 - 췌장암말기 환자
- 김보경 : 최우식 아내 역
- 유은미 : 최수연 역 - 최우식 딸
- 박준목 : 김상규 역
- 전헌태 : 공자복 역
- 최윤준 : 남동팔 역 - 21A 병동에 입원한 알콜중독환자
- 김태영 : 한만영 역 - 유석주 주치의
- 김지훈 : 강정민 역 - 태민암병원 보안요원
- 미람 : 장유진 역 - 정신지체 환자
- 홍화리 : 이나정 역 - 소아간암으로 입원한 소녀 환자
- 강라원
- 최하은
- 이승희
- 성동한
- 황인준
- 윤관우
- 이규섭
- 유정호
- 김영무

### 특별 출연
- 이동훈
- 남명렬 : 정한수 역 - 감염학자. 정지태의 아버지
- 류수영 : 박현서 역 - 스탠포드 의과대학 연구원이자 지상의 아버지
- 박주미 : 한선영 역 - 스탠포드 의과대학 연구원이자 지상의 어머니

### 아역
- 백승환 : 박지상 어린시절 역
- 정찬비 : 유리타 (유채은) 어린시절 역

## OST

### OST Part. 1
| #  | 제목                  | 작사   | 작곡           | 편곡       | 재생 시간 |
| -- | --------------------- | ------ | -------------- | ---------- | --------- |
| 1. | 〈Only One〉 (티파니) | 박민정 | 박수석, 박은우 | 인우(iNoo) | 3:20      |
| 2. | 〈Only One (Inst.)〉  | -      | 박수석, 박은우 | 인우(iNoo) | 3:20      |

### OST Part. 2
| #  | 제목                    | 작사                           | 작곡                           | 편곡                                       | 재생 시간 |
| -- | ----------------------- | ------------------------------ | ------------------------------ | ------------------------------------------ | --------- |
| 1. | 〈Be Alright〉 (송하예) | 알고보니혼수상태야, 헬로굿보이 | 알고보니혼수상태야, 헬로굿보이 | 알고보니혼수상태야, 헬로굿보이, 에이엠(AM) | 3:53      |
| 2. | 〈Be Alright (Inst.)〉  | -                              | 알고보니혼수상태야, 헬로굿보이 | 알고보니혼수상태야, 헬로굿보이, 에이엠(AM) | 3:53      |

### OST Part. 3
| #  | 제목                                 | 작사           | 작곡           | 편곡           | 재생 시간 |
| -- | ------------------------------------ | -------------- | -------------- | -------------- | --------- |
| 1. | 〈I Can`t Stop Loving You〉 (하현우) | 류원광, 손연성 | 류원광, 손연성 | 류원광, 손연성 | 4:08      |
| 2. | 〈I Can`t Stop Loving You (Inst.)〉  | -              | 류원광, 손연성 | 류원광, 손연성 | 4:08      |

### OST Part. 4
| #  | 제목                                  | 작사    | 작곡                            | 편곡                            | 재생 시간 |
| -- | ------------------------------------- | ------- | ------------------------------- | ------------------------------- | --------- |
| 1. | 〈Cell〉 (MC META (Feat. 타루, 진현)) | MC META | 멜로디자인, Fascinating, 킵루츠 | 멜로디자인, Fascinating, 킵루츠 | 3:40      |
| 2. | 〈Cell (Inst.)〉                      | -       | 멜로디자인, Fascinating, 킵루츠 | 멜로디자인, Fascinating, 킵루츠 | 3:40      |

## 시청률
아래의 파란색 숫자는 '최저 시청률'이고, 빨간색 숫자는 '최고 시청률'입니다. 시청률조사회사와 지역별로 시청률에 차이가 있을 수 있습니다.
' - ' 표시는 각 회사에서 공개한 프로그램의 시청률에 미치지 아니하여 순위 밖에 해당하는 것을 의미합니다.
| 2015년      | 2015년      | 2015년         | 2015년       | 2015년         | 2015년       |
| 회차        | 방송일      | TNmS 시청률    | TNmS 시청률  | AGB 시청률     | AGB 시청률   |
| 회차        | 방송일      | 대한민국(전국) | 서울(수도권) | 대한민국(전국) | 서울(수도권) |
| ----------- | ----------- | -------------- | ------------ | -------------- | ------------ |
| 제1회       | 2월 16일    | 5.3%           | 6.0%         | 5.2%           | 6.0%         |
| 제2회       | 2월 17일    | 4.9%           | 5.3%         | 4.7%           | 5.1%         |
| 제3회       | 2월 23일    | 6.1%           | 6.3%         | 6.0%           | 6.2%         |
| 제4회       | 2월 24일    | 5.8%           | 5.9%         | 5.5%           | 5.6%         |
| 제5회       | 3월 2일     | 4.6%           | 4.7%         | 4.1%           | 4.0%         |
| 제6회       | 3월 3일     | 5.5%           | 5.6%         | 5.4%           | 5.4%         |
| 제7회       | 3월 9일     | 4.4%           | 5.3%         | 4.4%           | 5.2%         |
| 제8회       | 3월 10일    | 4.4%           | 4.7%         | 4.5%           | 4.8%         |
| 제9회       | 3월 16일    | 4.6%           | 4.7%         | 4.3%           | 4.3%         |
| 제10회      | 3월 17일    | 5.1%           | 5.3%         | 5.6%           | 5.4%         |
| 제11회      | 3월 23일    | 4.4%           | 5.1%         | 3.8%           | 3.1%         |
| 제12회      | 3월 24일    | 4.9%           | 5.8%         | 4.5%           | 3.6%         |
| 제13회      | 3월 30일    | 4.8%           | 4.9%         | 4.2%           | 4.3%         |
| 제14회      | 3월 31일    | 5.6%           | 6.4%         | 5.3%           | 5.0%         |
| 제15회      | 4월 6일     | 5.3%           | 5.5%         | 4.4%           | 4.6%         |
| 제16회      | 4월 7일     | 5.3%           | 5.5%         | 5.0%           | 5.2%         |
| 제17회      | 4월 13일    | 5.3%           | 5.4%         | 3.8%           | 3.9%         |
| 제18회      | 4월 14일    | 5.3%           | 5.6%         | 4.4%           | 4.1%         |
| 제19회      | 4월 20일    | 6.4%           | 6.5%         | 4.7%           | 4.8%         |
| 제20회      | 4월 21일    | 5.4%           | 5.5%         | 5.0%           | 5.1%         |
| 평균 시청률 | 평균 시청률 | 5.2%           | 5.5%         | 4.7%           | 4.8%         |

## 같은 시간대 드라마
- MBC 월화드라마 빛나거나 미치거나
- MBC 월화드라마 화정 (이상. MBC)
- SBS 월화드라마 펀치
- SBS 월화드라마 풍문으로 들었소 (이상. SBS)